# トランスパーソナル心理学
トランスパーソナル心理学（トランスパーソナルしんりがく,英:Transpersonal psychology）とは、人間性心理学を発展させ、ヒューマンポテンシャル運動・ニューエイジの人間観を取り入れた心理学で、個体的・個人的（パーソナル）なものを超える（トランス）、または通り抜けることを目指し、あるいはそうした経験を重視する。1960年代アメリカで、学生運動、LSD文化、ヒンドゥー教や仏教などの東洋思想の流入、ニューエイジ運動の影響を受け、行動主義心理学、精神分析、人間性心理学に続く新しい心理学の分野として誕生し展開した。

## 概要
トランスパーソナルな経験、通常の人間個人の限りある自己意識が拡大し、より大きな、より意味に満ちた現実とつながる経験や、死後の世界や宇宙空間、母胎への回帰や過去生のイメージ体験等を重視する。宗教的もしくはスピリチュアルな経験がトランスパーソナルな問題の中心にあるとみなされることが多いが、他者、人類、生命、地球、自然への関心の拡大、共感にも関わるものである。トランスパーソナル心理学は、従来の心理学のように個人の悩みの解決を目指すのではなく、人類共通の悩みを対象にし、ユングの言う集合的無意識を、人類の過去の記憶といえる前個的無意識と人類の未来の可能性を含む超個的無意識に分けて考える。
「永遠の哲学」の最も新しい表出形態とも表現でき、近代オカルティズムやニューエイジに大きな刺激を受けている。宗教学者の大田俊寛は、トランスパーソナル心理学は、「宇宙的存在に触れることで本当の自分に目覚める」というモチーフを共に骨子とするユング心理学の体系と、神智学的なヨーガ論を融合させたものとみることができる、としている。
欧米の若者の間でドラッグが大衆化し、多くの人がドラッグによる自我意識を越えた体験を実感したこと、エサレン研究所を中心とするヒューマンポテンシャル運動の発展、それまでの思想や学問、文化、近代的な個人主義の限界を越えようという若者文化で、ヒューマンポテンシャル運動とも大いに関連するニューエイジ運動の中から新たに誕生した。
正確な意味では、1901-02年にかけてアメリカの心理学者ウィリアム・ジェームズのエディンバラ大学でのギフォード講義（1902年に『宗教的経験の諸相』として出版）に始まった。
先に人間性心理学を提唱した心理学者アブラハム・マズローは、晩年にその自己実現の理論の最上位に自己超越を置いていた。また、もっとも影響力の大きい論客として、ニューエイジ思想家のケン・ウィルバーがいる。
宗教の思想や実践に多大な影響を受けているが、本質的に応用科学であり、宗教とは区別される。信念や態度・社会行動よりは経験を重視し、心理学者はスピリチュアルな変容過程を観察するだけでなく参加しなければならないとしており、この点がほかの心理学とかなり異なっている。また、超心理学や心霊研究と多くの関心（明晰夢、転生、幽体離脱、臨死体験、テレパシーなど）を共有するが、超常現象が現実的に存在する客観的・物理的な証拠を探すより、超常的な経験が個人の主観に与える意味やスピリチュアルな変容を促進する能力等に注目する点で異なる。

## トランスパーソナル心理学の定義
Vichの研究によると、最初の「トランスパーソナル」という言葉は、ウィリアム・ジェームズが1905-1906年にハーバード大学の授業の準備のために用意したノートに見られる。トランスパーソナル学会を設立したグロフは、ユングが言葉を作ったと説明している。
Lajoieとシャピロは、40の1969年から1991年までに記事になったトランスパーソナル心理学の定義をレビューし、各定義に共通の5つの特徴を抽出した。それは(1)意識の状態、(2)至高または究極的な潜在性、(3)自我または自己の超越、(4)超越性、(5)スピリチュアルだとした。
ウォルシュとヴォーンによるレビューは、トランスパーソナル心理学が、心理学のトランスパーソナル体験や関連する現象の研究に焦点をあてていることを示し、トランスパーソナル体験やその発達の原因や影響や相関、訓練や実践を含んでいるとした。

## 歴史
トランスパーソナル心理学を「永遠の哲学」の最も新しい表出形態であると捉えると、その源泉は近代オカルティズムおよびその影響を強く受けたニューエイジ思想にまで遡ることができ、神秘家のゲオルギィ・グルジェフやアリス・ベイリーらの影響を受けている。
1960年代には欧米の若者の間で広くサイケデリック・ドラッグが使われるようになり、こうした社会変化がトランスパーソナル心理学の発展を後押しした。LSDやメスカリンがスピリチュアルな意識状態を促進すると考える人たちが現れ、オルダス・ハクスリーが『知覚の扉』（1954年）を出版した。精神科医のスタニスラフ・グロフは、チェコスロバキアで3000以上ものLSDの臨床研究を行い、LSDがトランスパーソナルな現実の経験を可能にすると確信した。また、この時期に欧米ではヒンドゥー教と仏教を中心とする東洋宗教や瞑想への関心が高まり、多くの欧米人が東洋宗教に、実践的かつ心理学的に洗練された技術を見出し、西洋の伝統宗教に乏しい直接的なスピリチュアル体験を可能にするものだと考え注目した。こうした東洋思想はカウンターカルチャーに取り込まれ、さらにアラン・ワッツ、鈴木大拙、オーロビンド・ゴーシュ、チョギャム・トゥルンパなどの宗教者・著作家を通じて、学術的トランスパーソナル心理学の中心となっていった。最も影響が大きかったのはヒンドゥー教と仏教だが、カバラー主義、キリスト教神秘主義、グルジェフの教え、シャーマニズム、スーフィズム、道教、神智学、ウィッカといった他の宗教的神秘の教えも影響を与えた。
ウィリアム・ジェームズ、ジークムント・フロイト、オットー・ランク、カール・グスタフ・ユング、アブラハム・マズロー、ロベルト・アサジオリは、トランスパーソナル研究へとつながる土台を用意してきた。心理学者で精神科医のロベルト・アサジオリは神智学徒のアリス・ベイリーの弟子であり、人間は本来もっと高度な能力を持つ存在でその覚醒には（明らかにオカルティズム由来の）強いスピリチュアルな要素が含まれると考え、ヒューマンポテンシャル運動とベイリーの教えの影響を組み合わせ、クライアントを高次の自己と結びつけるためにサイコシンセシス（精神統合）を考案した。
この新しい学問領域を確立する有力な動機になったものは、人間性心理学を提唱した心理学者アブラハム・マズローの至高体験に関するすでに出版されていた発表であった。マズローは、1967年サンフランシスコのユニテリアン教会で、エサレン研究所の主催で行われた「人間の潜在的能力のさらなる到達点」と題する講演を行い、その中で人間性心理学の次の段階としてのトランスパーソナル心理学の誕生を宣言した。マズローの人間性心理学は、1960年代のヒューマンポテンシャル運動から育ってきたものであり、フロイトの精神分析と行動主義心理学という当時の二大潮流に対する、第三の心理学として生まれたものだった。マズローは、エサレン研究所での潜在能力開発実験などを通し、人間の成長が自己実現を越えた自己超越にまで広がるという予感を持っていた。マズローは、LSDの臨床を通し同様の結論に達していたスタニスラフ・グロフとの出会いをきっかけに、人間性心理学を越えたトランスパーソナル心理学の設立が必要だと考えるようになり、アンソニー・ステッチ、ジェームズ・ファディマンらの協力を得て、トランスパーソナル心理学誌の発刊の準備を進めた。1969年にマズローは死去したが、同年トランスパーソナル心理学学会誌の第1号が発行され、第1回トランスパーソナル心理学会が開かれた。一方、トランスパーソナル心理学は、自らの合理的、臨床的心理学を超越するものとして、東洋宗教の世界が不可欠のものとなった。
学術的なトランスパーソナル心理学会が設立されて以降、変性意識状態や瞑想の生理学的、心理学的効果などの幅広い研究が進んだ。
1996年には、イギリス心理学会が専門的な心理学会として初めて、トランスパーソナル心理学を専門的な学術区分として承認している。

## 代表的な心理学者
代表的な心理学者としては、イタリア人でサイコシンセシスを考案したロベルト・アサジオリ、人間性心理学でも知られ、至高体験にも焦点をあてたアブラハム・マズロー、LSDの臨床研究を行いLSD禁止後にホロトロピック・ブレスワークを開発した精神科医のスタニスラフ・グロフなどが上げられる。ヒンドゥー教・仏教の影響を強く受けたニューエイジ思想家・哲学者のケン・ウィルバーは、学術的トランスパーソナル運動で最も影響力があり、賛否両論ある論客だった。彼は後年、トランスパーソナル心理学から距離を取るようになり、自身の思想を「統合的」と好んで形容し、インテグラル思想と呼んでいる。

## 批判
ウォルシュとヴォーンは、トランスパーソナル心理学の定義の多くは、暗黙の過程や前提があると批判した。

## 主な研究機関
日本国内にも、大学等で研究する研究者は存在する。
- 相模女子大学

大学院レベルでトランスパーソナル心理学を専攻できる大学。
- Sofia University(旧 The Institute of Transpersonal Psychology) (US)
- John F. Kennedy University (US)
- California Institute of Integral Studies (US)
- Saybrook Institute (US)
- Naropa University (US)
- Liverpool John Moores University (UK)